# 신윤무
신윤무(辛允武, ? ~ 1513년)는 조선 전기의 무신으로 본관은 영월이다.
연산군 때 선전관과 의주 판관 등을 역임하고 군자감부정으로 있으면서 1506년 박원종, 성희안, 유순정 등과 함께 중종반정을 일으켜 임사홍과 신수근 등을 살해하고 반정을 성공시켜 정국공신 1등으로 영천군에 봉해졌다.
함경북도병마절도사 등을 거쳐 1508년 공조판서에 이어 좌참찬과 우참찬을 역임하고 병조판서가 되었으나 문신들의 반대로 파직당했다.
1513년 공조판서로 있다가 대간의 탄핵으로 파직된 박영문이 그의 집을 드나들며 조정을 비방하고 난언을 일삼는 사건이 의정부 관노 정막개에 의해 고발당해 대역죄로 사형당했다.